# Баргузинський біосферний заповідник
Баргузинський біосферний заповідник (ББЗ) — один з найвідоміших заповідників Забайкалля.

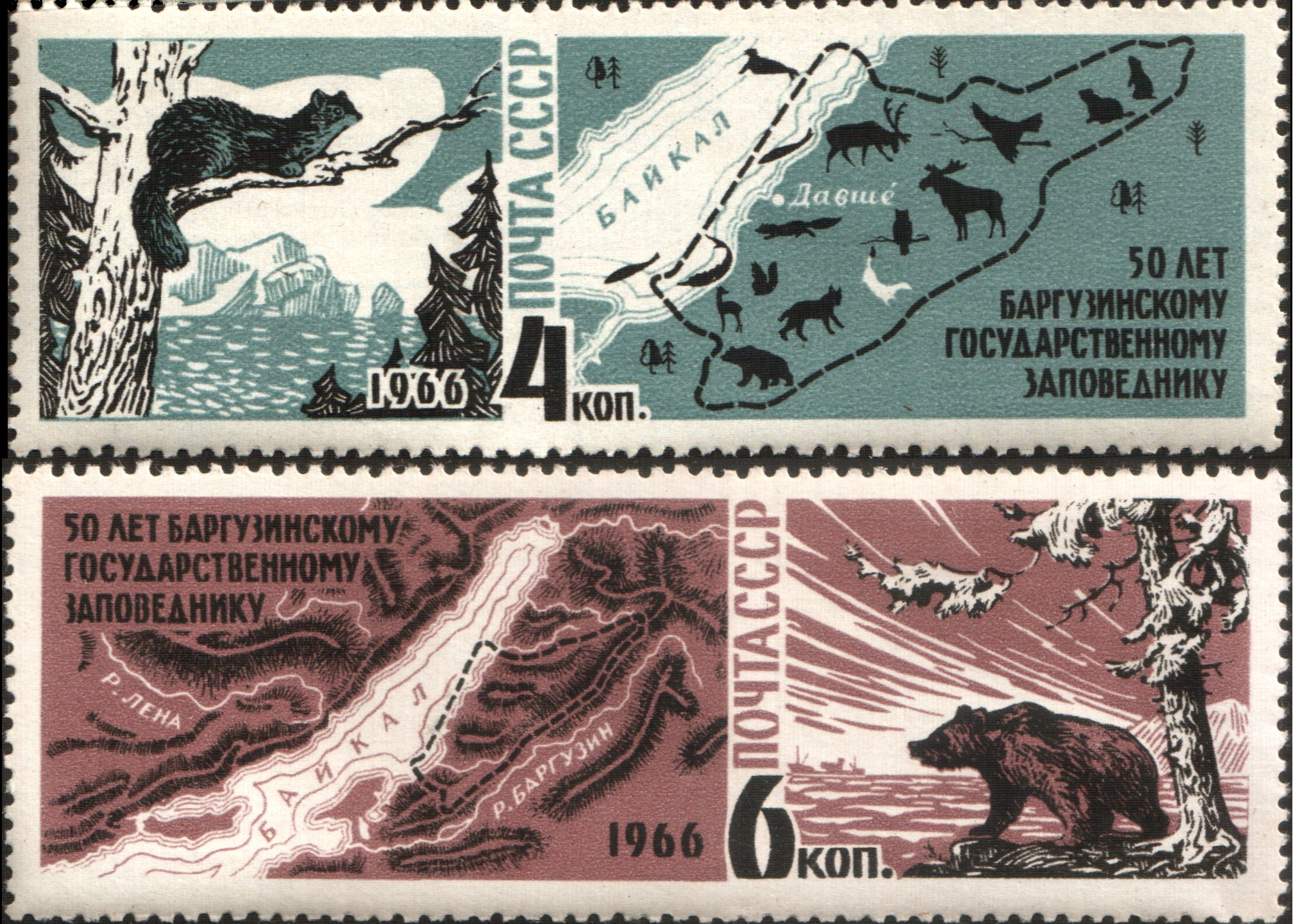

Заповідник засновано 1916 року, для збереження та збільшення чисельності соболя (Martes zibellina). Баргузинський заповідник став першим в Російській імперії мисливським заповідником. Розташований в Бурятії, на західних схилах Баргузинського хребта, включаючи північно-східні береги озера Байкал та частину самого озера. Назва заповідника (і ареалу) походить від річки Баргузин. Площа заповідника складає 2482 км². Охороняються також гірські та тайгові ландшафти.
ББЗ розташований в екорегіоні Забайкальських хвойних лісів, також охоплює гірський регіон південної тайги, що простягається на схід і південь від берегів Байкалу на півдні Росії до північної Монголії. Клімат — субарктичний клімат з сухою зимою (Класифікація кліматів Кеппена (Dwc)) — з м'яким літом (лише 1–3 місяці вище 10 ° C) та холодною зимою, з щомісячними опадами менше однієї десятої частини самого вологого літнього місяця.
Тут довгий час працював Є. М. Чернікін — дослідник популяції соболів, заслужений працівник охорони природи Бурятії, а також К. П. Філонов — російський та український зоолог.